# Натхель, Мартин
Мартин Натхель (швед. Martin Per Robin Nathell; род. 18 января 1995, Энгельхольм) — шведский гребец на байдарках, чемпион мира 2021 года, серебряный призёр чемпионата мира 2024 года, призёр чемпионата Европы 2025 года. Участник летних Олимпийских игр 2024 года.

## Карьера
Греблей начал заниматься в двенадцатилетнем возрасте. В 2011 году начал учиться в каноэ-гимназии в Нючепинге.
В 2021 году на взрослом чемпионате мира, который прошёл в Копенгагене, Мартин стал чемпионом на дистанции 1000 метров в байдарках-двойках.
В 2024 году принял участие в летних Олимпийских играх в Париже. В байдарках-одиночках на дистанции 1000 метров квалифицировался в финал А и занял итоговое седьмое место.
В Самарканде, на чемпионате мира 2024 года, который состоялся сразу же после Олимпийских игр, Натхель в байдарках-двойках на дистанции 1000 метров завоевал серебряную медаль.
На чемпионате Европы 2025 года в Рачице на дистанции 1000 метров завоевал серебряную медаль. 